# 韋德曼 (密歇根州)
韋德曼（英語：Weidman）是位於美國密歇根州伊莎貝拉縣諾特瓦鎮區及謝爾曼鎮區的一個普查規定居民點。

## 人口
根據2020年美國人口普查的數據，韋德曼的面積為15.41平方千米，當中陸地面積為14.64平方千米，而水域面積為0.77平方千米。當地共有人口920人，而人口密度為每平方千米59.7人。